# Wenkbrauwvliegenpikker
De wenkbrauwvliegenpikker (Nesotriccus murinus) is een zangvogel uit de familie Tyrannidae (tirannen).

## Kenmerken
De vogel is 10,5 tot 12 cm lang. Het is een onopvallende vogel die lijkt op een grauwe vliegenvanger. Grijsbruin van boven met een lichte oogstreep en twee smalle vleuelstrepen. De borst is lichtgrijs en gaat op de buik over in vuilgeel.

## Verspreiding en leefgebied
Deze soort telt vier ondersoorten:
- N. m. eremonomus (Wetmore, 1953): kustgebieden van de Grote Oceaan in Costa Rica en Panama.
- N. m. incomtus (Cabanis & Heine, 1860): Colombia, Ecuador, Venezuela, Trinidad en de Guiana's (Noordelijke wenkbrauwvliegenpikker)
- N. m. murinus (Spix, 1825): de Guiana's, centraal, oostelijk en zuidelijk Brazilië, oostelijk en zuidelijk Bolivia en Paraguay.
- N. m. wagae (Taczanowski, 1884): oostelijk Peru, amazonisch westelijk Brazilië en van noordwestelijk Bolivia tot noordwestelijk Argentinië.

De leefgebieden liggen in diverse soorten beboste gebieden tot op een hoogte van 2400 meter boven de zeespiegel. Het is geen bedreigde vogelsoort.

## Status
De grootte van de populatie is niet gekwantificeerd maar de soort wordt omschreven als vrij algemeen maar met een versnipperde verspreiding. Op de Rode lijst van de IUCN heeft deze soort de status niet bedreigd.